# Juan Valentín Giménez
Juan Valentín Giménez (Rosario, 27 aprile 2006) è un calciatore argentino, difensore del Rosario Central.

## Caratteristiche tecniche
È un difensore centrale.

## Carriera

### Club
Giménez è cresciuto nel settore giovanile del Rosario Central, con cui ha firmato il primo contratto professionistico il 12 aprile 2023. Ha debuttato in prima squadra l'8 aprile 2024 nell'incontro di Copa de la Liga Profesional perso 2-1 contro il River Plate.

### Nazionale
Nel 2023 con la Argentina Under-17 ha partecipato al campionato sudamericano di categoria ed al campionato mondiale.
Nel 2024 ha esordito in Under-20: con questa nazionale nel 2025 ha anche giocato 7 partite nel campionato sudamericano di categoria, nel quale ha conquistato un secondo posto.

## Statistiche

### Presenze e reti nei club
Statistiche aggiornate al 26 luglio 2024.
| Stagione        | Squadra         | Campionato      | Campionato | Campionato | Coppe nazionali | Coppe nazionali | Coppe nazionali | Coppe continentali | Coppe continentali | Coppe continentali | Altre coppe | Altre coppe | Altre coppe | Totale | Totale | Totale |
| Stagione        | Squadra         | Comp            | Pres       | Reti       | Comp            | Pres            | Reti            | Comp               | Pres               | Reti               | Comp        | Pres        | Reti        | Pres   | Reti   |        |
| --------------- | --------------- | --------------- | ---------- | ---------- | --------------- | --------------- | --------------- | ------------------ | ------------------ | ------------------ | ----------- | ----------- | ----------- | ------ | ------ | ------ |
| 2024            | Rosario Central | PD              | 4          | 0          | CA+CdL          | 1+0             | 0               | CL+CS              | 0                  | 0                  |             | -           | -           | 5      | 0      |        |
| Totale carriera | Totale carriera | Totale carriera | 4          | 0          |                 | 1               | 0               |                    | 0                  | 0                  |             | -           | -           | 5      | 0      |        |